# Erasmo Carlos
Erasmo Carlos, nom de scène d'Erasmo Esteves, né à Rio de Janeiro le 5 juin 1941 et mort le 22 novembre 2022 dans la même ville, est un chanteur, auteur-compositeur, acteur, musicien, multi-instrumentiste et écrivain brésilien.
L'un des pionniers du rock brésilien dans les années 1960, il s'est associé au chanteur et compositeur Roberto Carlos, composant plusieurs chansons ensemble, qu'ils ont enregistrées sur ses albums dans sa carrière solo, dont Sentado à Beira do Caminho (en).

## Biographie
Erasmo Carlos naît dans le quartier de Tijuca dans la Zone Nord de Rio de Janeiro, d'une mère célibataire, il n'a rencontré son père qu'à l'âge de 23 ans.
Il connaît Sebastião Rodrigues Maia depuis l'enfance - qui deviendra plus tard connu sous le nom de Tim Maia. Cependant, leur amitié ne vient qu'à l'adolescence grâce à leur goût commun pour le rock 'n' roll.
En 1957, Tim Maia forme le groupe The Sputniks, avec Tim, Arlênio Lívio, Wellington Oliveira et Roberto Carlos. Après une bagarre entre Tim et Roberto, le groupe est dissous. Wellington abandonne sa carrière musicale et le seul qui reste est Arlênio, qui l'année suivante décide d'appeler Erasmo et d'autres amis de Tijuca, Edson Trindade (qui joue de la guitare dans le groupe Tijucanos do Ritmo, dans lequel Tim Maia joue de la batterie) et José Roberto, connu sous le nom de "China" pour former le groupe vocal "The Boys of Rock".
Dans les années 1970, Erasmo Carlos signe avec Polydor. La première moitié de la décennie montre Tremendão dans un style très différent de Jovem Guarda. Influencé par la culture hippie et la soul, il sort Carlos, Erasmo en 1971.
Erasmo Carlos débute les années 1980 avec un projet ambitieux. Erasmo Convida est un projet pionnier au Brésil. Il y a douze chansons interprétées en duo avec des artistes tels que Nara Leão, Maria Bethânia, Gal Costa, Wanderléa, A Cor do Som, As Frenéticas, Gilberto Gil, Rita Lee, Tim Maia, Jorge Ben et Caetano Veloso. Le morceau d'ouverture de l'album est celui qui reçoit le plus d'attention à la radio : le réenregistrement de Sentado à Beira do Caminho, avec la participation du partenaire Roberto Carlos au chant.
Dans les années 1990, il sort deux albums, en plus des chansons faites pour ses albums annuels avec Roberto Carlos. Homem de Rua, sorti par Sony Music en 1992, a même des répercussions avec la chanson titre, qui fait partie de la bande originale de la telenovela De Corpo e Alma, mais la chanson est le thème du personnage Bira de Guilherme de Pádua, qui, aux côtés de sa femme Paula Thomaz, l'actrice assassinée Daniella Perez, fille de l'auteur de la telenovela Glória Perez. En raison de cet événement, Erasmo, par respect pour l'actrice, ne chantera plus jamais cette chanson. Un autre enregistrement notable est A Carta , pour lequel Erasmo Carlos a chanté avec Renato Russo.

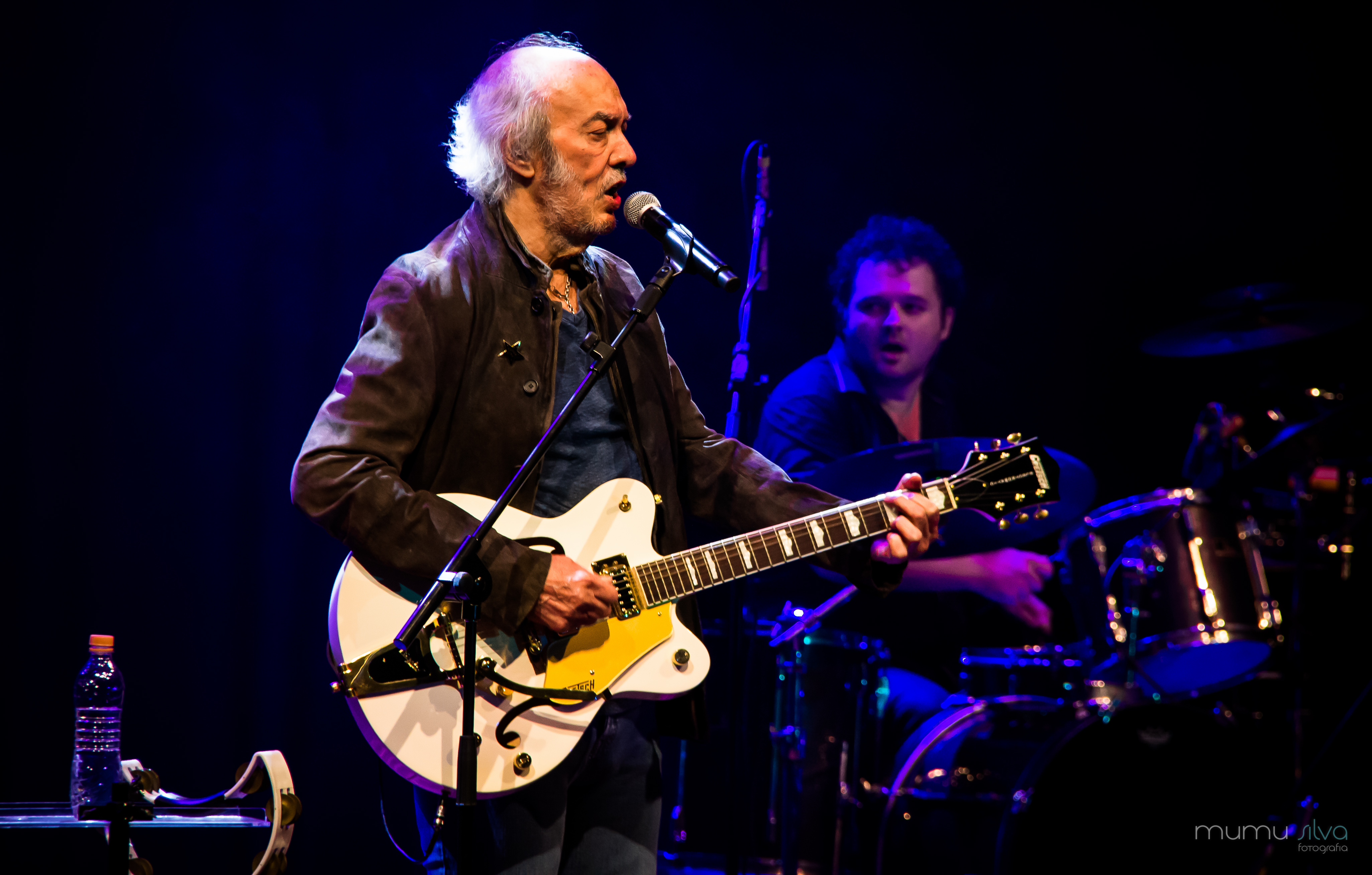
Erasmo Carlos en 2016.

Ce n'est qu'en 2001 qu'Erasmo Carlos sort à nouveau un album. Pra Falar de Amor apporte ses interprétations de ses propres chansons, en plus des chansons de Kiko Zambianchi et Marcelo Camelo. Le point culminant est Mais um na Multidão, un duo avec Marisa Monte et écrit par Erasmo Carlos, Marisa Monte et Carlinhos Brown. L'année suivante, il sort son premier DVD live, ainsi qu'un double CD.
En 2020, il signe un contrat avec Netflix, en tant qu'acteur principal du long métrage Modo Avião, avec Larissa Manoela.
En février 2021, il sort l'album L'avenir appartient à la Jeune garde avec huit chansons des années 1960.

### Mort
Erasmo Carlos meurt le 22 novembre 2022 à Rio de Janeiro après avoir été admis le même jour dans un hôpital de Barra da Tijuca.

## Discographie

### Albums
- 1965 - La Pêche
- 1966 - Tu m'illumines
- 1967 - Érasme Carlos
- 1967 - Le Tremendão : Erasmo Carlos
- 1968 - Érasme
- 1970 - Erasmo Carlos et les Tremendões
- 1971 - Charles, Érasme
- 1972 - Rêves et souvenirs
- 1974 - Projet Salva Terra
- 1976 - Joyeux groupe
- 1978 - Aux coins d'Ipanema
- 1980 - Erasmo invite
- 1981 - Femme
- 1982 - Aimer vivre ou mourir par amour
- 1984 - Trou noir
- 1985 - Érasme Carlos
- 1986 - Ouvre les yeux
- 1988 - Malgré le temps clair.
- 1992 - Homme de la rue
- 1996 - Il faut savoir vivre
- 2001 - Pour parler d'amour
- 2004 - Musique sacrée
- 2007 - Erasmo invite, tome II
- 2009 - Rock'n'Roll
- 2011 - Genre
- 2014 - Gentil Géant
- 2018 - C'est l'amour
- 2019 - Qui a dit que je ne faisais pas de samba.
- 2022 - L'avenir appartient à.
- 2024 - "Erasmo Esteves"
- Jeune garde

### Live
- 1975 - Hollywood Rock (partagé avec Raul Seixas, O Peso, Rita Lee et Tutti Frutti )
- 1989 - Je suis un enfant
- 2001 - En direct
- 2012 - 50 ans sur la route
- 2015 - Mes faces B